# Jacky Berdix
Jacky David Berdix (Fort-de-France, 29 agosto 1979) è un calciatore francese, difensore dell'Aiglon du Lamentin.

## Caratteristiche tecniche
È un terzino destro.

## Carriera

### Club
Comincia a giocare nel Club Franciscain. Nel 1998 si trasferisce all'Hyères. Nel 2001 passa al Case Pilote. Nel 2002 viene acquistato dal Tolone. Dopo una prima stagione in seconda squadra, nel 2003 viene promosso in prima squadra. Tuttavia riesce ad ottenere una sola presenza. Nel 2004 viene ceduto al FCUS Tropézienne, in cui milita fino al 2007. Nel 2007 viene acquistato dal Case Pilote, in cui milita per otto anni e con cui vince, nel 2010, la Coupe de la Martinique. Nel 2015 si trasferisce al Club Franciscain. Nella sessione invernale del calciomercato passa al New Star. Nell'estate 2016 viene acquistato dall'Aiglon du Lamentin.

### Nazionale
Debutta in Nazionale il 30 settembre 2011, nell'amichevole Antigua e Barbuda-Martinica (1-0). Mette a segno la sua prima rete con la maglia della Nazionale il 5 settembre 2012, in Martinica-Isole Vergini britanniche (16-0), in cui mette a segno il gol del momentaneo 12-0, trasformando un calcio di rigore. Ha collezionato in totale, con la maglia della Nazionale, 15 presenze e una rete.

## Palmarès

### Club

#### Competizioni nazionali
- Coupe de la Martinique: 1

Case Pilote: 2010